# Clubul de la Bocșa

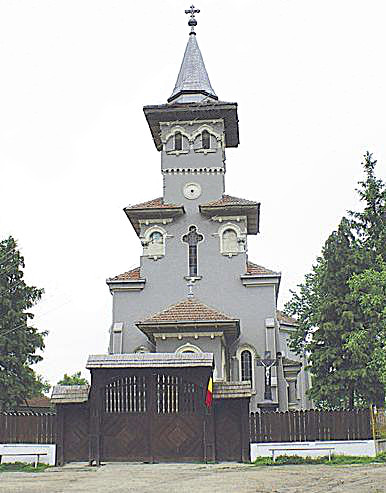
Biserica greco-catolică din Bocșa, unde se află mormântul lui Simion Bărnuțiu

Clubul de la Bocșa a fost o mișcare culturală și ideologică care și-a desfășurat activitatea între 1979 și 1989 în județul Sălaj. Mentorul înființării clubului prezidat de Ioan Pușcaș a fost Iosif Constantin Drăgan. A fost una dintre puținele forme de manifestare publică permise în România comunistă și ilustrează național-comunismul promovat de regimul Nicolae Ceaușescu. Numele clubului este legat de Bocșa și mormântul lui Bărnuțiu, vibrante simboluri ale naționalisului încă din 1864. 
Încurajările pe care membrii elitei din Sălaj le-au primit în 1979 de la Iosif Constantin Drăgan au stat la baza mobilizării pentru formarea clublui. În 1980, Iosif Constantin Drăgan a fost primit la Bocșa, Zalău și Șimleu Silvaniei cu onoruri rezervate doar oficialităților. Printre membrii activi ai clubului se aflau primarul orașului Șimleu Silvaniei, Ioan Pop, secretar al primăriei Șimleu ing. Vasile Popa, ziariști din Zalău, șefi de ferme agricole. Activitatea a continuat în anii 80, iar consecințele ideologice s-au manifestat și în deceniul următor.